# Ernst Schmit
Ernst rytíř Schmit von Tavera (uváděn též jako Schmidt nebo Schmitt) (1. ledna 1839, Vídeň – 5. listopadu 1904, Vídeň) byl rakousko-uherský diplomat. Proslul na počátku kariéry jako účastník zániku Mexického císařství a svědek u vojenského soudu s později popraveným císařem Maxmiliánem. Své osobní vzpomínky později literárně zpracoval. V diplomatických službách Rakouska-Uherska byl později vyslancem v USA (1887–1894) a Brazílii (1894–1896).

## Životopis
Narodil se ve Vídni jako syn lékaře Antona Schmita (1793–1862), který byl profesorem medicíny a jako osobní lékař několika příslušníků panovnických rodin získal určitý vliv v řešení sociálních problémů. Ernst vystudoval práva na Vídeňské univerzitě a krátce pracoval na finančním ředitelství v Dolních Rakousích, v roce 1861 přešel do diplomatických služeb. Krátce působil v Bernu, od roku 1864 byl jako atašé odeslán do Mexika. Zde byl přítomen sesazení císaře Maxmiliána a na jeho žádost svědčil před vojenským soudem. Schmit kritizoval legitimitu procesu a nakonec sám z Mexika uprchl v obavě o život. Později se vrátil a doprovázel mrtvolu popraveného císaře na cestě do Rakouska. V letech 1867–1878 zastával nižší diplomatické posty v Kodani, Stockholmu, Athénách a Washingtonu, poté byl velvyslaneckým radou v Římě (1879–1882) a v Berlíně (1883–1887). V letech 1887–1894 byl rakousko-uherským vyslancem ve Spojených státech a nakonec v Brazílii (1894–1896). Několik let byl ještě veden ve stavu disponibility na ministerstvu zahraničí, v roce 1901 byl penzionován.
Od roku 1870 jako spisovatel pracoval na literárním zpracování tragédie mexického císaře Maxmiliána, jíž se zúčastnil jako očitý svědek. S ohledem na citlivost tématu (popravený Maxmilián byl mladším bratrem císaře Františka Josefa) však dlouho nebylo povoleno knihu vydat, po řadě úprav se dočkala zveřejnění až v roce 1903 (Geschichte der Regierung des K. Maximilian I. und französ. Intervention in Mexiko 1861-1867). Kniha byla od té doby několikrát vydána v různých zemích.
Ernstův starší bratr Karl Schmit (1832–1872) proslul jako historik, archivní badatel a autor několika knih.